# Duckeodendron cestroides
Duckeodendron cestroides är en potatisväxtart som beskrevs av João Geraldo Kuhlmann. Duckeodendron cestroides ingår i släktet Duckeodendron och familjen potatisväxter. Inga underarter finns listade i Catalogue of Life.